# Arnå
Arnå er en å beliggende i Sønderjylland. Vandløbet er dannet ved sammenløb af Surbæk og  Rødå vest for  Hellevad vest for Rødekro. Ved Emmerske ca. 3 km øst for Tønder by sammenløber Arnå og Hvirlå, hvor de danner Vidå.
Arnå, har naturlige slyngninger på øverste stykke, få kanalagtige stræk på midterstykket, hvorefter den igen slynger sig på det sidste stykke mod udløbet i Vidå.
Vandet fra Arnå drev fra middelalderen både Arndrup Mølle og Solvig Mølle (nedlagt 1924). Åen blev reguleret i 1950’erne. Et genopretningsprojekt i 2003 har reduceret åens okker- og kvælstofbelastning.

55°2′N 9°5′Ø / 55.033°N 9.083°Ø